# Liste des épisodes de Power Rangers : Zeo
Cet article présente la  liste des épisodes de la saison 4 de la série télévisée américaine Power Rangers, intitulée Power Rangers : Zeo et diffusée en 1996.

## Quatrième saison (1996)
| Numéro de production | Numéro d'épisode | Titre de l'épisode                   | Titre de l'épisode                               | Première diffusion (Amérique du Nord) |
| -------------------- | ---------------- | ------------------------------------ | ------------------------------------------------ | ------------------------------------- |
| 156                  | 01               | Phase Zeo, 1re partie                | A Zeo Beginning, Part I                          | 7 septembre 1996                      |
| 157                  | 02               | Phase Zeo, 2e partie                 | A Zeo Beginning, Part II                         | 7 septembre 1996                      |
| 158                  | 03               | Échec et mat pour le roi Mondo       | The Shooting Star                                | 9 septembre 1996                      |
| 159                  | 04               | Jeu vidéo                            | Target Rangers                                   | 9 septembre 1996                      |
| 160                  | 05               | Ne pleure pas si fort                | For Cryin' Out Loud                              | 9 septembre 1996                      |
| 161                  | 06               | Les Rangers sur la touche            | Rangers in the Outfield                          | 9 septembre 1996                      |
| 162                  | 07               | Le héros du jour                     | Every Dog Has His Day                            | 14 septembre 1996                     |
| 163                  | 08               | Le pantin diabolique                 | The Puppet Blaster                               | 14 septembre 1996                     |
| 164                  | 09               | La magie du cinéma                   | Invasion of the Ranger Snatchers                 | 14 septembre 1996                     |
| 165                  | 10               | Le blues du diplômé                  | Graduation Blues                                 | 21 septembre 1996                     |
| 166                  | 11               | Quelques mauvaises graines           | A Few Bad Seeds                                  | 21 septembre 1996                     |
| 167                  | 12               | On connait la musique                | Instrument of Destruction                        | 21 septembre 1996                     |
| 168                  | 13               | Le virus                             | Mean Screen                                      | 21 septembre 1996                     |
| 169                  | 14               | Le voyage fantastique de Billy       | Mr. Billy's Wild Ride                            | 21 septembre 1996                     |
| 170                  | 15               | Cœurs meurtris Partie 1              | There's No Business Like Snow Business, Part I   | 28 septembre 1996                     |
| 171                  | 16               | Cœurs meurtris Partie 2              | There's No Business Like Snow Business, Part II  | 28 septembre 1996                     |
| 172                  | 17               | Cœurs meurtris Partie 3              | There's No Business Like Snow Business, Part III | 28 septembre 1996                     |
| 173                  | 18               | La force de l'esprit                 | Inner Spirit                                     | 19 octobre 1996                       |
| 174                  | 19               | Le coup de grâce                     | Challenges                                       | 19 octobre 1996                       |
| 175                  | 20               | Breves retrouvailles                 | Found and Lost                                   | 2 novembre 1996                       |
| 176                  | 21               | Legende indienne                     | Brother, Can You Spare an Arrowhead?             | 2 novembre 1996                       |
| 177                  | 22               | Question de confiance                | Trust in Me                                      | 2 novembre 1996                       |
| 178                  | 23               | Le film d'epouvante                  | It Came from Angel Grove                         | 9 novembre 1996                       |
| 179                  | 24               | Bulk est amoureux                    | Bulk Fiction                                     | 9 novembre 1996                       |
| 180                  | 25               | Le tournoi de kung-fu                | Song Sung Yellow                                 | 9 novembre 1996                       |
| 181                  | 26               | Rude competition                     | Game of Honor                                    | 9 novembre 1996                       |
| 182                  | 27               | Le nouveau Power Ranger              | The Power of Gold                                | 16 novembre 1996                      |
| 183                  | 28               | Un petit probleme                    | A Small Problem                                  | 16 novembre 1996                      |
| 184                  | 29               | Joyeux Noël                          | A Season to Remember                             | 16 novembre 1996                      |
| 185                  | 30               | Succes garanti                       | Oily to Bed, Oily to Rise                        | 16 novembre 1996                      |
| 186                  | 31               | Un robot à dormir debout             | Rock-a-Bye Power Rangers                         | 16 novembre 1996                      |
| 187                  | 32               | La fin du Varox                      | Do I Know You?                                   | 16 novembre 1996                      |
| 188                  | 33               | Le seigneur de Triforia              | Revelations of Gold                              | 16 novembre 1996                      |
| 189                  | 34               | Le retour du Ranger doré             | A Golden Homecoming                              | 16 novembre 1996                      |
| 190                  | 35               | La derniere bataille de Mondo        | Mondo's Last Stand                               | 16 novembre 1996                      |
| 191                  | 36               | Tout le monde au parfum              | Bomber in the Summer                             | 16 novembre 1996                      |
| 192                  | 37               | Bienvenue au club                    | Scent of a Weasel                                | 16 novembre 1996                      |
| 193                  | 38               | La legende d'Auric                   | The Lore of Auric                                | 17 novembre 1996                      |
| 194                  | 39               | La legende de Midas                  | The Ranger Who Came in from the Gold             | 17 novembre 1996                      |
| 195                  | 40               | Farces et attrapes                   | The Joke's on Blue                               | 17 novembre 1996                      |
| 196                  | 41               | Où est donc Tommy ?                  | Where in the World is Zeo Ranger 5?              | 17 novembre 1996                      |
| 197                  | 42               | Roi d'un jour Partie 1               | King for a Day, Part I                           | 17 novembre 1996                      |
| 198                  | 43               | Roi d'un jour Partie 2               | King for a Day, Part II                          | 17 novembre 1996                      |
| 199                  | 44               | La boucle temporelle                 | A Brief Mystery of Time                          | 17 novembre 1996                      |
| 200                  | 45               | La soiree policiere                  | A Mystery to Me                                  | 18 novembre 1996                      |
| 201                  | 46               | La victoire en chantant              | Another Song and DancE                           | 18 novembre 1996                      |
| 202                  | 47               | Les Rangers des deux mondes Partie 1 | Rangers of Two Worlds, Part I                    | 19 novembre 1996                      |
| 203                  | 48               | Les Rangers des deux mondes Partie 2 | Rangers of Two Worlds, Part II                   | 19 novembre 1996                      |
| 204                  | 49               | La fiesta hawaïenne                  | Hawaii Zeo                                       | 20 novembre 1996                      |
| 205                  | 50               | Jason perd ses pouvoirs              | Good as Gold                                     | 20 novembre 1996                      |